# Ґрейс Картерет, 1-ша графиня Ґранвілл
Ґрейс Картерет, 1-ша графиня Ґранвілл ( прибл. 1667  — 18 жовтня 1744), попередньо леді Ґрейс Ґранвілл, була suo jure графинею Ґранвілл і дружиною Джорджа Картерета, 1-го барона Картерета.

## Раннє життя
Ґрейс народилася в Стов, Кілкемптон у Корнволлі,  як донька Джона Ґранвілла, 1-го графа Бата та його дружини Джейн Вайч. Деякі джерела називають датою її народження 1654 рік, що зробило б її на тринадцять років старшою за чоловіка. Однак їх шлюб відбувся в 1675 році, коли вона, як кажуть, була «ще дитиною».

## Шлюб і нащадки
Вона вийшла заміж за Джорджа Картерета, 1-го барона Картерета (1667-1695), який успадкував титул баронета свого діда в 1680 році, а в 1681 році отримав статус барона Картерета.
У Картеретів було двоє синів:
- Джон Картерет, пізніше 2-й граф Ґранвілл (1690-1763), який був одружений двічі: вперше з Френсіс Ворслі в 1710 році, а вдруге з леді Софією Фермор в 1744 році. Від обох шлюбів мав дітей.
- Філіп Картерет (1692-1711), який помер неодруженим, будучи учнем Вестмінстерської школи, і був похований у Вестмінстерському абатстві[6].

Джордж Картерет помер у віці 28 (або 26) років у 1695 році.

## Графиня Ґранвілл
Брат Ґрейс, Чарльз Ґранвілл, 2-й граф Бат, покінчив життя самогубством через два тижні після смерті їхнього батька, і титул графа успадкував його син Вільям, неповнолітній. Після смерті Вільяма в 1711 році, оскільки всі старші брати і сестри Ґрейс померли до неї, вона була отримала титул як віконтеса Картерет і графиня Ґранвілл у 1714 році  Вона змогла передати обидва титули своєму старшому синові Джону.
Ґрейс Картерет померла в сімейній резиденції Гавнз в Бедфордширі у віці 77 років через кілька місяців після другого шлюбу свого сина з Софією Фермор. Її поховали в гробниці генерала Монка у Вестмінстерському абатстві.